# Nomada taraxacella
Nomada taraxacella är en biart som beskrevs av Cockerell 1903. Nomada taraxacella ingår i släktet gökbin, och familjen långtungebin. Inga underarter finns listade i Catalogue of Life.